# Marlon
Marlon ist ein männlicher Vorname und Familienname.

## Herkunft und Bedeutung
Marlon ist ein ursprünglich insbesondere im englischen Sprachraum gebräuchlicher männlicher Vorname unbekannter Bedeutung.
Nach anderer, unbelegter Angabe sei Marlon ein keltischer männlicher Vorname und bedeute „kleiner Falke“. Der Name sei vom englischen Marlow oder Merlin (Zauberer) abgewandelt. Den Namen Marlon finde man im Altfranzösischen, Deutschen, Keltischen, Englischen, Französischen und Nordischen.

## Namensträger

### Vorname
- Marlon Brando (1924–2004), US-amerikanischer Schauspieler
- Marlon Devonish (* 1976), britischer Leichtathlet
- Marlon Flechtner (* 1994), deutscher Synchronsprecher
- Marlon Frey (* 1996), deutscher Fußballspieler
- Marlon Harewood (* 1979), englischer Fußballspieler
- Marlon Heidel (* 2005), deutscher Schauspieler und Musicaldarsteller
- Marlon Humphrey (* 1996), US-amerikanischer American-Football-Spieler
- Marlon Jackson (* 1957), US-amerikanischer Sänger
- Marlon James (* 1970), jamaikanischer Schriftsteller
- Marlon Kittel (* 1983), deutscher Schauspieler
- Marlon Knauer (* 1987), deutscher Sänger
- Marlon Krause (* 1990), deutscher Fußballspieler
- Marlon Nader (* 1995), österreichischer Musiker, besser bekannt als Mavi Phoenix
- Marlon Red (* 1982), rumänische Bildende Künstlerin
- Marlon Ritter (* 1994), deutscher Fußballspieler
- Marlon Roudette (* 1983), britischer Musiker
- Marlon Stöckinger (* 1991), schweizerisch-philippinischer Rennfahrer
- Marlon Wayans (* 1972), US-amerikanischer Schauspieler
- Marlon Wessel (* 1991), deutscher Schauspieler

### Familienname
- Junis Marlon (* 2000), deutscher Nachwuchsschauspieler
- Juval Marlon, Schweizer Filmemacher